# Trikala

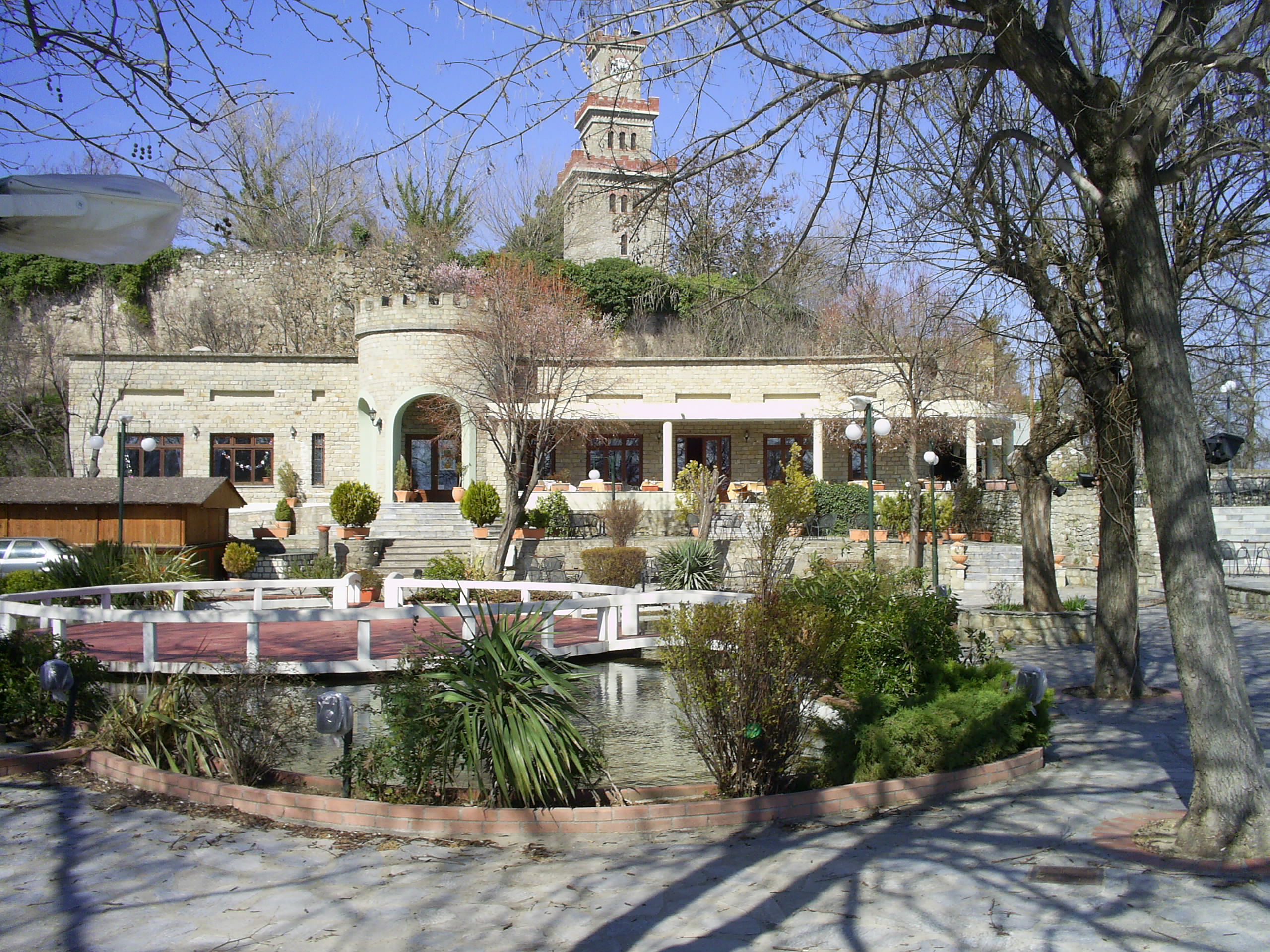
Park in Trikala. Im Hintergrund der Turm der Festung aus byzantinischer Zeit.

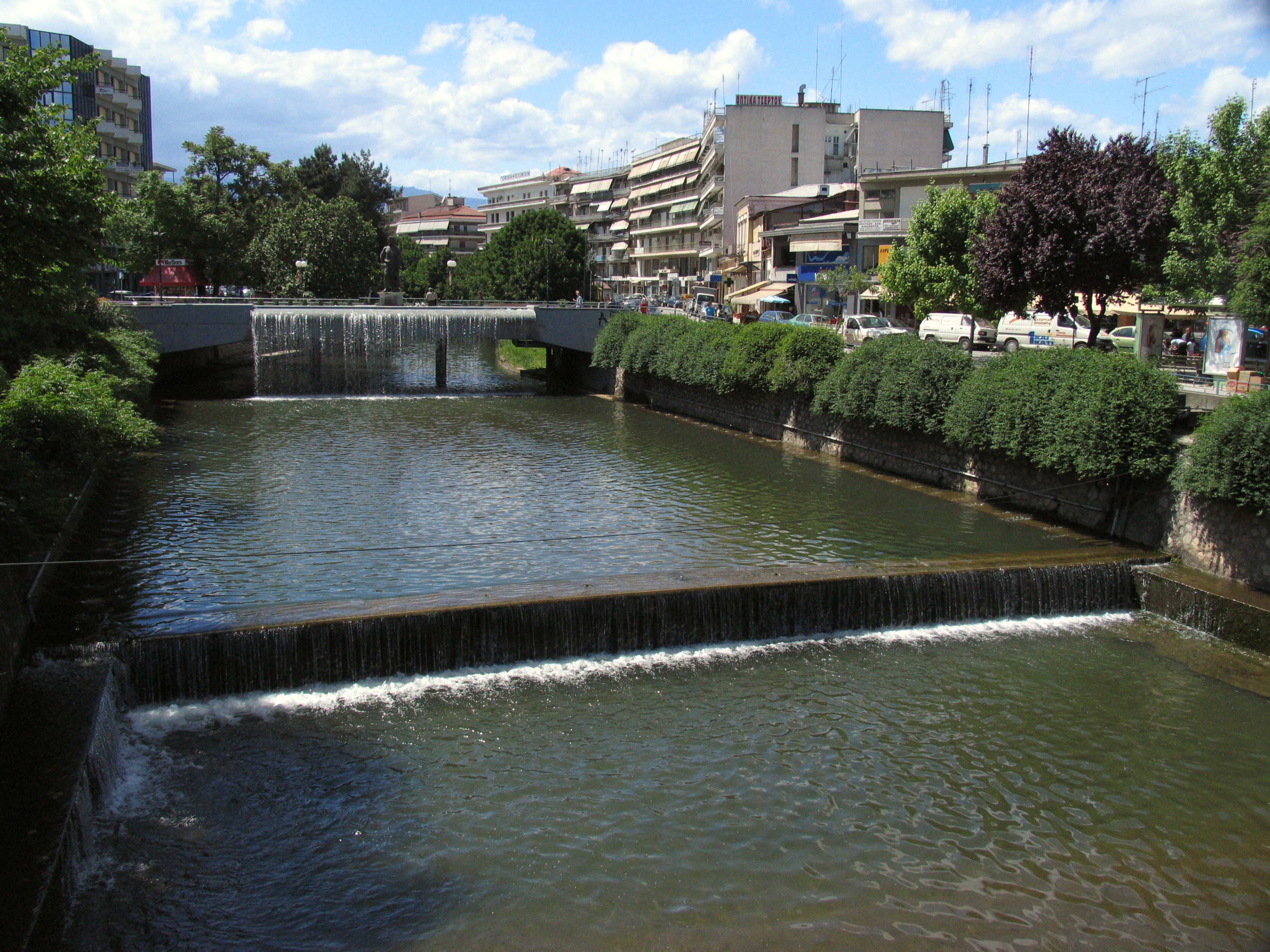
Der Fluss Litheos in Trikala.

Trikala (griechisch Τρίκαλα (n. pl.), aromunisch Trikolj, türkisch Tırhala) ist eine Stadt in der griechischen Region Thessalien mit (2011) 61.653 Einwohnern in der Kernstadt sowie 81.355 in der Gemeinde, die zuletzt 2010 durch Eingemeindungen erheblich vergrößert wurde. Die Stadt liegt in der fruchtbaren thessalischen Ebene. Der Fluss Pinios passiert die Stadt von Nordnordwest nach Südsüdost im Westen außerhalb der Stadt und schwenkt dann südwestlich der Stadt in Richtung Osten seine Fließrichtung. Die Stadt Trikala wird durch den Fluss Litheos durchflossen, welcher die Stadt zweiteilt. Aufgrund der zum Teil sehr hohen Temperaturen im Sommer hat sie auch den Ruf eines Hitzekessels. 30 km nordwestlich von Trikala bei Kalambaka liegen die Meteora-Klöster.

## Geschichte
Trikala liegt an derselben Stelle wie einst das homerische Trikka (deutsch historisch auch Trikke) und wird überragt von einer byzantinischen Festung, die auf einem bewaldeten Hügel über den Resten einer antiken Akropole errichtet wurde. Homer erwähnt die Stadt Trikka als Ursprungsort des Asklepios-Kults. Daneben war Trikka in der Antike nur von geringer Bedeutung. Es haben sich Reste der Akropolis Trikkas aus klassischer Zeit erhalten. Südöstlich davon wurde unter anderem eine dünne Siedlungsschicht mit sehr später Mykenischer Keramik (Späthelladisch III C spät) aus der ersten Hälfte des 11. Jahrhunderts v. Chr. freigelegt.
Seit 146 v. Chr. gehörte Trikala zum Römischen, seit 395 zum Byzantinischen Reich sowie zwischenzeitlich von 1204 bis 1259 zum Despotat Epirus. 1348 wurde die Stadt durch Preljub dem Großserbischen Reich einverleibt; von 1359 bis 1373 residierten hier die Nemanjiden Simeon Uroš Palaiologos und Jovan Uroš als Kaiser der Römer und Serben. 1394 vertrieben die Türken den letzten christlichen Herrscher Thessaliens Manuel Angelos Philanthropenos. Die nunmehr Tırhala genannte Stadt, im osmanischen europäischen Kernland Rumelien gelegen, kam erst 1881 vom – seinerzeit osmanisch-albanischen – Vilâyet Yanya (griechisch Ioannina) an Griechenland.
Das 1997 zur Stadtgemeinde erhobene Trikala verwendet offiziell den Namen des homerischen Trikka, Dimos Trikkeon (Δήμος Τρικκαίων „Gemeinde der Trikkäer“).

## Verkehr

### Straße
Trikala ist der Straßenverkehrsknotenpunkt in Nordwestthessalien. Zwei Nationalstraßen passieren das Gemeindegebiet unmittelbar. Die Nationalstraße 6 passiert Trikala von Nordwesten her aus Ioannina, Metsovo und Kalambaka kommend nach Osten in Richtung Larisa und Volos. Sie ist zugleich die Europastraße 92 und verbindet die Autobahnen 2 (Ioannina–Thessaloniki–Alexandroupolis) und 1 (Athen–Lamia–Larisa–Thessaloniki). Der vierspurig ausgebaute Streckenabschnitt von Trikala nach Kalambaka wird im 2. Jahrzehnt des 21. Jahrhunderts durch die Autobahn 3 ersetzt. Der ebenfalls vierspurig ausgebaute Streckenabschnitt nach Larisa wird gegebenenfalls in Zukunft als Autobahn eingestuft. Die Nationalstraße 30 beginnt in Trikala und verlässt die Stadt in südwestliche Richtung zur Ortschaft Pyli am südlichen Ende des Kerketio-Massivs. Von dort aus führt die Straße kurvenreich durch das Pindos-Gebirge teils entlang des Acheloos-Tals nach Arta. Sie ist damit die wichtigste Verbindung von Thessalien nach Südepirus, trotz ihrer kurvenreichen Trasse und ihres lediglich zweispurigen Ausbaustandes.

### Schiene
Trikala hat einen Bahnhof an der Bahnstrecke Paleofarsalos–Kalambaka, die 1882 als meterspurige Schmalspurbahn in Betrieb ging, Ende der 1990er Jahre aber auf Normalspur umgespurt wurde und so ab Januar 2001 hier erneut in Betrieb ging. Die Strecke wird derzeit täglich von fünf Lokalzugpaaren sowie einem IC-Zugpaar von und nach Athen befahren.

## Museen
Städtisches Volkskundemuseum, Städtische Pinakothek, Ikonensammlung. Die Türbe des Osman Schah in der von Mimar Sinan entworfenen ehemaligen Bleimoschee (Koursoum Tzami) wird als Lagerplatz für Artefakte aus archäologischen Ausgrabungen verwendet. 2017  wurde in deren unmittelbarer Nähe das Tsitsanis-Museum im oberen Stockwerk des ehemaligen Gefängnisbaus eröffnet, das dem bekannten Musiker Vassilis Tsitsanis, seiner Musik und seinem Leben gewidmet ist.

## Digitale Stadt
Ende 2004 kündigte das griechische Ministerium für Wirtschaft und Finanzen an, Trikala zur ersten griechischen digitalen Stadt zu machen. Sie soll bis Mitte 2006 Schritt für Schritt in Sachen elektronische Dienstleistungen und E-Government ausgebaut werden. Die Initiative soll Trikala auf vier Ebenen zum E-Government-Labor für andere griechische Städte machen: Infrastruktur (z. B. Bereitstellung von Hard- und Software), Anwendungen (wie etwa E-Government-Dienstleistungen nach dem Lebenslagenprinzip), Back Office und Endnutzer. Dazu sollen unter anderem 30 Kilometer Glasfaserkabel verlegt werden; ein breitbandiges Funknetzwerk soll die öffentlichen Gebäude in Außenbezirken einbinden.
Bis 2025 wurden viele der Pläne umgesetzt und die Stadt gilt als digital „intelligent“ und ist ein Vorbild für das ganze Land. Das kommunale Glasfasernetz erstreckt sich inzwischen über 48 Kilometer (Stand 2025). In allen öffentlichen Räumen steht kostenloses WLAN zur Verfügung. Als erste Stadt Griechenlands war es hier der Bevölkerung möglich, über das Mobiltelefon freie öffentliche Parkplätze zu finden und kostenlos im Internet zu surfen. Im Rathaus trifft man auf ein Kontrollzentrum der Gemeinde Trikala. Dort lässt sich auf mehreren Bildschirmen gleichzeitig live das Geschehen in der Stadt verfolgen. Es wird Einsicht in die Auslastung der Behindertenparkplätze und die Qualität des Trinkwassers bis hin zur Höhe der elektromagnetischen Strahlung an verschiedenen Stellen sowie die Bewegung der kommunalen Fahrzeugflotte erlaubt.
2012 nahm Trikala zusammen mit 45 Partnern aus der EU am europäischen Projekt CityMobil2 teil. Das Hauptziel des Forschungsprojekts war, das Verhalten von fahrerlosen Fahrzeugen auf vorgegebenen Strecken zu bewerten. Es wurden 2015 sechs autonome Kleinbusse über sechs Monate in Betrieb genommen. Die Stadt unterhält die Plattform „Smart Trikala“, die allen weiteren digitalen Service und Informationen über die Behörden anbietet (Stand 2025).
Durch die digitalen Möglichkeiten der Stadt motiviert, wurde hier erstmals in Griechenland durch EasyBike ein digitales Fahrradverleihsystem eingeführt. Das Leihen kann bei EasyBike über ein App aktiviert werden und fördert so die nachhaltige Mobilität.

## Städtepartnerschaften
Trikala listet folgende neun Partnerstädte auf:
| Stadt              | Land                             | seit |
| ------------------ | -------------------------------- | ---- |
| Amberg, Oberpfalz  | Bayern, Deutschland              | 2001 |
| Andiparos          | Südliche Ägäis, Griechenland     | 2016 |
| Banan, Chongqing   | Xinan, Volksrepublik China       | 2005 |
| Brașov (Kronstadt) | Transilvania, Rumänien           | 2006 |
| Castrop-Rauxel     | Nordrhein-Westfalen, Deutschland | 2013 |
| Pjatigorsk         | Nordkaukasus, Russland           | 1995 |
| Talence            | Nouvelle-Aquitaine, Frankreich   | 1998 |
| Tucson             | Arizona, Vereinigte Staaten      | 1949 |
| Vranje             | Pčinja, Serbien                  | 2011 |

## Sport
- Trikala war 1994 sowie 2001 Austragungsort der Balkanspiele.
- Der Basketballverein und Erstligist Trikala BC ist in Trikala beheimatet.

## Söhne und Töchter der Stadt
- Evangelos Averoff (1910–1990), griechischer Politiker
- Konstantinos Fortounis (* 1992), griechischer Fußballspieler
- Nikolaos Gazis (1903–1996), griechischer Politiker
- Georgios Kondylis (1879–1936), griechischer General und Politiker
- Sotirios Kyrgiakos (* 1979), griechischer Fußballspieler
- Dimitris Mitropanos (1948–2012), griechischer Sänger
- Christos Papanikolaou (* 1941), griechischer Stabhochspringer und Weltrekordhalter 1970
- Efthimios Rentzias, griechischer Basketballspieler
- Sofia Sakorafa (* 1957), griechische Speerwerferin und Weltrekordhalterin 1983, Politikerin
- Dimitris Sgouros (* 1969), griechischer Pianist
- Vassilis Tsitsanis (1915–1984), griechischer Sänger, Komponist und Bouzouki-Virtuose
- Fani Tzeli (* 2001), Taekwondoin
- Konstantinos Zikos (* 1998), Sprinter